# Вулиця Садстанції (Мелітополь)
Вулиця Садстанції — вулиця в Мелітополі. Починається від вулиці Івана Алексєєва і одним своїм відрізком виходить на вулицю Вакуленчука, а іншим заходить у глухий кут. Знаходиться поблизу важливих транспортних шляхів з інтенсивним рухом: вулиця Івана Алексєєва є частиною автодороги міжнародного значення М-14, вулиця Вакуленчука з'єднує вулицю Івана Алексєєва з головним проспектом міста — проспектом Богдана Хмельницького, а недалеко від перехрестя вулиць Садстанції та Івана Алексєєва починається об'їзна навколо центру міста — вулиця Воїнів-Інтернаціоналістів.
Вулиця складається з приватного сектору, за винятком одного п'ятиповерхового будинку. Покриття ґрунтове.

## Назва
Вулиця отримала свою назву через НДІ зрошуваного садівництва ім. М. Ф. Сидоренка, розташованого неподалік на вулиці Вакуленчука.

## Історія
11 квітня 1958 року на засіданні міськвиконкому було затверджено проєкт прорізання та найменування нової вулиці. Ділянки під забудову були виділені робітникам та службовцям садстанції.
3 жовтня 1977 року було ухвалено рішення про перейменування вулиці на честь 60-річчя Жовтня. У життя воно не втілилося, але вже через місяць, 3 листопада, цю назву отримала Ялтинська вулиця в районі Піщане.

## Галерея
|  |  |                                                                 |                        |
|  |  | єдиний багатоповерховий будинок на вулиці (вул. Садстанції, 12) | вид у бік глухого кута |